# Гарді (Айова)
Гарді (англ. Hardy) — місто (англ. city) в США, в окрузі Гумбольдт штату Айова. Населення — 57 осіб (2020).

## Географія
Гарді розташоване за координатами 42°48′37″ пн. ш. 94°3′4″ зх. д. / 42.81028° пн. ш. 94.05111° зх. д. (42.810149, -94.051145).  За даними Бюро перепису населення США в 2010 році місто мало площу 1,14 км², уся площа — суходіл.

## Демографія
Згідно з переписом 2010 року, у місті мешкало 47 осіб у 19 домогосподарствах у складі 11 родини. Густота населення становила 41 особа/км².  Було 26 помешкань (23/км²).
Расовий склад населення:
| - 93,6 % — білих |

До двох чи більше рас належало 6,4 %. Частка іспаномовних становила 0,0 % від усіх жителів.
За віковим діапазоном населення розподілялося таким чином: 34,0 % — особи молодші 18 років, 51,1 % — особи у віці 18—64 років, 14,9 % — особи у віці 65 років та старші. Медіана віку мешканця становила 45,3 року. На 100 осіб жіночої статі у місті припадало 95,8 чоловіків;  на 100 жінок у віці від 18 років та старших — 82,4 чоловіків також старших 18 років.
Середній дохід на одне домашнє господарство  становив 52 347 доларів США (медіана — 58 750), а середній дохід на одну сім'ю — 54 630 доларів (медіана — 55 000). Медіана доходів становила 51 667 доларів для чоловіків та 27 500 доларів для жінок. За межею бідності перебувало 9,4 % осіб, у тому числі 0,0 % дітей у віці до 18 років та 0,0 % осіб у віці 65 років та старших.
Цивільне працевлаштоване населення становило 40 осіб. Основні галузі зайнятості: виробництво — 35,0 %, науковці, спеціалісти, менеджери — 20,0 %, освіта, охорона здоров'я та соціальна допомога — 20,0 %.